# Andamangrönduva
Andamangrönduva (Treron chloropterus) är en asiatisk fågel i familjen duvor som enbart förekommer i de indiska ögrupperna Andamanerna och Nikobarerna.

## Utseende
Andamangrönduvan är en medelstor (27 cm) grönduva tillhörande pompadoura-komplexet med sex arter som tidigare behandlades som en och samma art. Alla dessa har rödbrun rygg hos hanen (grön hos honan), gula och svarta kanter på vingpennorna samt grått ändband på stjärten. Liknande tjocknäbbad grönduva (T. curvirostra) skiljer sig genom just kraftigare näbb med röd näbbrot och tydligt grönaktig orbitalring.
Inom artkomplexet utmärker sig andamangrönduvan gentemot de övriga genom grön skulderfläck hos hanen, ej rödbrun, samt gulare övergump. Den skiljer sig vidare från geografiskt närmaste malabargrönduvan (T. affinis) genom ljusare grå hjässa, från gråhuvad grönduva (T. phayrei) genom grå (ej röd) ögoniris, vitaktiga (ej rostfärgade) undre stjärttäckare och avsaknad av orangegul bröstfläck och från ceylongrönduvan genom ljusare och mer utbrett grått på hjässan utan gult på pannan.

## Utbredning och systematik
Fågeln förekommer i ögrupperna Andamanerna och Nikobarerna i Bengaliska viken. Tidigare betraktades den liksom ett flertal andra arter ingå i Treron pompadoura (som i sig numera urskiljs som ceylongrönduva) och vissa gör det fortfarande.

## Status och hot
Andamangrönduvan har ett rätt litet utbredningsområde och världspopulationen uppskattas till högst 10 000 vuxna individer. Den tros dessutom minska till följd av jakttryck och habitatförlust. Internationella naturvårdsunionen IUCN kategoriserar den därför som nära hotad.